# Фудбалски савез Србије и Црне Горе
Фудбалски савез Србије и Црне Горе (ФС СЦГ) је био највиши фудбалски орган у ДЗ Србији и Црној Гори са седиштем у Београду. Наследио је Фудбалски савез Југославије 2003. године. Учествовао је у организовању Прве лиге Србије и Црне Горе, фудбалске репрезентације, Купа Србије и Црне Горе као и других лига у двема републикама.
После референдума о независности Црне Горе 2006. формира се Фудбалски савез Црне Горе и обнавља Фудбалски савез Србије као наследник ФС СЦГ.

## Познати играчи
- Предраг Мијатовић
- Саво Милошевић
- Синиша Михајловић
- Перица Огњеновић
- Драган Стојковић
- Бранко Брновић
- Дејан Савићевић
- Дејан Говедарица
- Дејан Станковић
- Владимир Југовић
- Славиша Јокановић
- Александар Коцић
- Љубинко Друловић
- Алберт Нађ
- Горан Ђоровић
- Драгоје Лековић
- Матеја Кежман
- Дарко Ковачевић
- Ивица Краљ
- Ниша Савељић
- Мирослав Ђукић
- Драгослав Јеврић
- Зоран Мирковић
- Огњен Короман
- Милан Дудић
- Никола Жигић
- Данијел Љубоја